# Rhabdochaeta asteria
Rhabdochaeta asteria är en tvåvingeart som beskrevs av Friedrich Georg Hendel 1915. Rhabdochaeta asteria ingår i släktet Rhabdochaeta och familjen borrflugor. Inga underarter finns listade i Catalogue of Life.